# John Adams (mytterist)
 For alternative betydninger, se John Adams (flertydig). (Se også artikler, som begynder med John Adams)
John Adams (født 4. eller 5. november 1766, død 5. marts 1829) var den sidste overlevende mytterist fra HMAV Bounty.
Han bosatte sig på Pitcairn i januar 1790, året efter mytteriet. Her brugte han som alias navnet Alexander Smith, men gav sine børn efternavnet Adams.
Efter at drab og sygdom havde taget livet af de andre mytterister og tahitierne, satte Adams og de overlevende regler op for, hvordan livet skulle leves på øen, og Adams omvendte lokalbefolkningen til kristendommen. Senere konverterede de til adventismen.
Da briterne fandt Adams igen, blev de imponeret over hans ledelse her, så de bestemte sig for ikke at arrestere ham for mytteriet. I 1825 giftede han sig med Mary og fik sønnen George.